# Hankook Tire
Hankook Tire (кор. 한국 타이어) — южнокорейский производитель шин для легковых и грузовых автомобилей, миниавтобусов и автобусов. Hankook Tire & Technology контролируется холдинговой компанией Hankook & Company, также ей подчинена компания, производящая автомобильные аккумуляторы, легкосплавные диски и тормозные колодки.

## История
Компания была основана в 1941 году под названием Chosun Tire Company, в 1968 году сменила название на Hankook Tire; «Чосон» — название корейского государства до 1897 года, «Ханкук» — современное название страны на корейском языке. В 1978 году начал работу завод в Тэджоне, а в 1981 году был создан филиал в США. В 1994 году было открыто представительство в Китае. В 1997 году был построен завод в Кымсане, а в 1999 году начали работу сразу два завода в КНР. В 2007 году началось производство шин на заводе в Венгрии, в 2013 году — на ещё одном заводе в Китае и в Индонезии. В 2017 году было завершено строительство завода в Теннесси (США). Также был открыт шестой завод в Китае.

## Деятельность

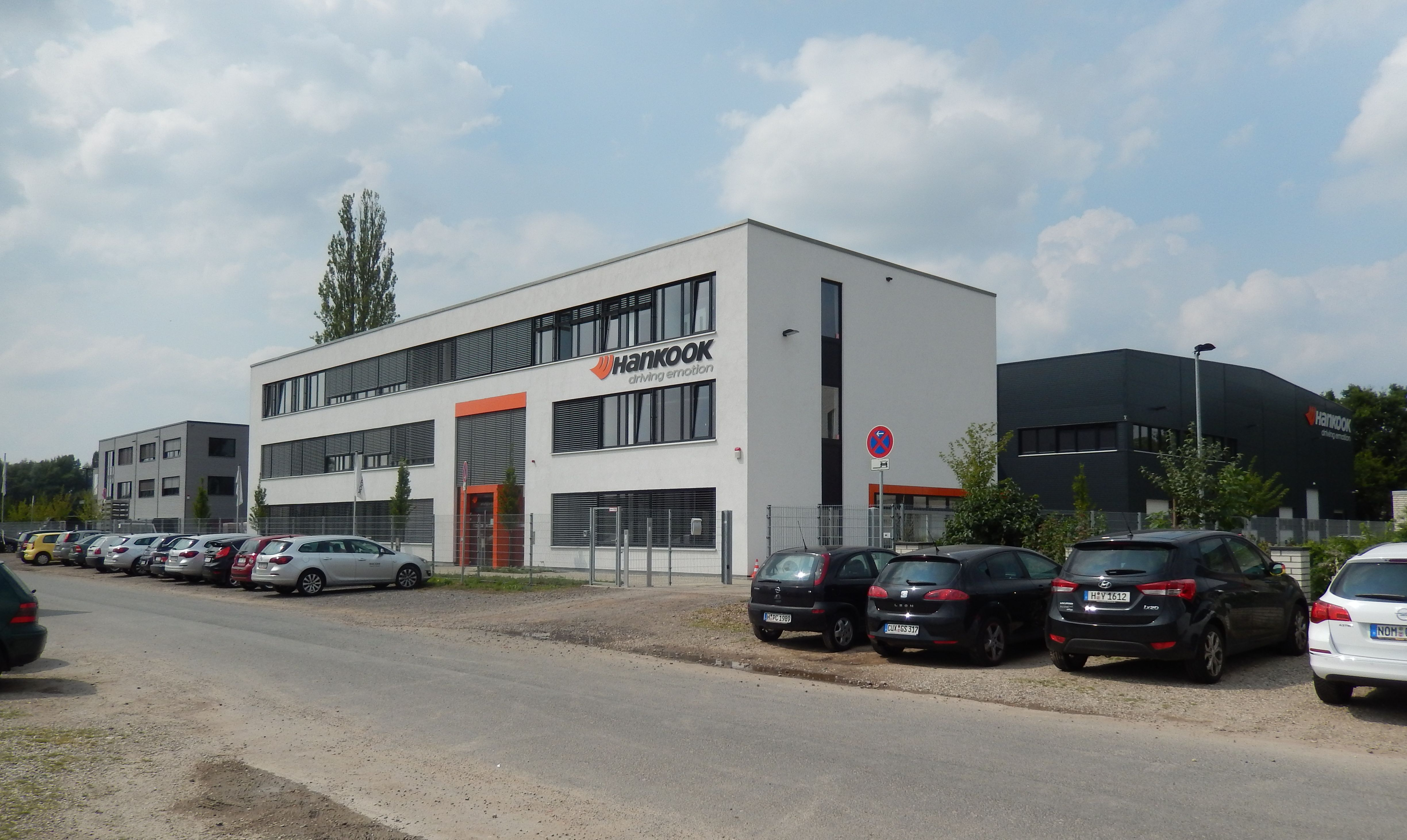
Офис Hankook Tire в Ганновере (Германия)

Hankook Tire производит около 100 млн шин в год на 8 заводах в Республике Корея, Китае, США, Венгрии и Индонезии. Помимо бренда Hankook шины производятся также под брендами Laufenn и Kingstar. Кроме этого используются бренды Ventus (гоночные машины), Kinergy (всесезонные городские шины), Dynapro (для внедорожников), Vantra (грузовые), Winter i*cept (зимние нешипованные), Winter i*pike (зимние шипованные) и Smart (автобусы и грузовики).
Географическое распределение выручки:
- Корея — 10,8 %;
- Китай — 19,3 %;
- Америка — 23,7 %;
- Европа — 38,5 %;
- другие регионы — 7,8 %.

## Спонсорство
С сезона 2011 «Hankook Tire» является монопольным поставщиком шин для DTM.
Компания является спонсором футбольных клубов «Реал Мадрид», «Боруссия Дортмунд» и ФК «Монако».
Также является спонсором Лиги конференций и Лиги Европы.